# Dénes bácsi ispán, horvát bán
Dénes (vagy Dionisius, Dionizije) magyar főnemes, aki a 12. században, 1180 és 1184 között, III. Béla király idejében volt Horvátország bánja. Ferdo Šišić feltételezi, hogy a hatásköre egészen Duna folyóig kiterjedt, hiszen 1183-ban a bácsi ispán tisztet is viselte. Dénes bán területi hatásköre a címéből („banus Dalmatiae et Chroatiae" illetve „banus maritimae provinciae") is kitűnik.
Dénes, aki a bácsi ispáni tisztséget viselte 1166-ban tűnik fel, amikor a magyar–bizánci háború során a Szerémség visszafoglalására indult sereg vezére volt és megfutamította a bizánci sereget. Egy évvel később 15 ezer lovasból álló várkatonasággal és a székely nemesség seregével átkelt a Dunán és a Szerémségbe vonult, hogy ott Mánuel császár unokaöcscsének, Andronikosznak a vezetése alatt álló bizánci sereggel megütközzön. A zimonyi csata a magyarok vereségével végződött, de a bizánciak nem hatoltak be Bács megyébe, hanem Zimony várát lerombolva visszavonultak.